# Муслимов, Муртузали Рахматулаевич
Муртузали Рахматулаевич Муслимов (азерб. Murtuzali Raxmatullaeviç Müslümov; 19 октября 1993, с. Ансалта, Ботлихский район, Дагестан, Россия) — азербайджанский и российский борец вольного стиля, призёр чемпионата Европы и Исламских игр.

## Спортивная карьера
Родом из Ботлихского района Дагестана. По национальности аварец. В вольную борьбу его привёл дядя. Тренировался в школе имени Гамида Гамидова в Махачкале. Сам себя считал лентяем, что не помешало ему заниматься борьбой. Из-за постоянных травм редко тренировался. Принял спортивное гражданство Азербайджана. В 2017 году участвовал в Исламских играх, где стал серебряным призёром. В конце этого же года выиграл чемпионат Азербайджана. В 2018 году на чемпионате Европы завоевал бронзовую медаль.

## Спортивные результаты на международных соревнованиях

### За Азербайджан
- Исламские игры солидарности 2017  — ;
- Чемпионат Европы по борьбе 2018  — ;

## Личная жизнь
Старший брат — Магомед, также борец.